# Sujtásos papsapkagomba
A sujtásos papsapkagomba (Helvella fusca) a papsapkagombafélék családjába tartozó, Eurázsiában és Észak-Amerikában honos, főleg nyárasakban élő, nyersen mérgező gombafaj.

## Megjelenése
A sujtásos papsapkagomba termőteste 2-3 (4) cm széles, max. 5 cm magas, többlebenyes, szabálytalan, nyereg formájú. Külső termőrétege sima, feketésbarna vagy okkerbarna színű. Krémszínű belső oldalán hálózatos fehér erezet látható.   
Húsa vékony, törékeny, fehéres vagy világosszürke. Szaga és íze nem jellegzetes.
Tönkje fehéres vagy világosbarna, hosszában mélyen bordázott.
Spórapora fehér. Spórája 14-17,9 x 10,1-12,5 µm-es.

### Hasonló fajok
A szürke papsapkagomba, a fodros papsapkagomba vagy a homoki papsapkagomba hasonlíthat hozzá.  

## Elterjedése és termőhelye
Főleg Európában honos, szórványosan Közép-Ázsiában és Észak-Amerikában is előfordul. Magyarországon ritka.  
Lombos erdőkben, útszéleken található meg, főleg nyárfák alatt. Tavasszal terem.
Nyersen mérgező.   